# هيلين مارتن (كاتبة)
هيلين مارتن (بالفرنسية: Hélène Martin)‏ هي كاتبة سيناريو ومغنية مؤلفة فرنسية، ولدت في 10 ديسمبر 1928 في باريس في فرنسا.

## وصلات خارجية
- هيلين مارتن على موقع ميوزك برينز (الإنجليزية)
- هيلين مارتن على موقع ديسكوغز (الإنجليزية)